# Степан II Ласкович
Степан II Ласкович (Stjepan II. Lacković) (? - 27 лютого 1397) Князь та Бан Хорватії (1371-1385), Палатин Угорщини (1387-1392), Семигородський воєвода (1372-1376, 1385-1386) з аристократичного королівського роду володарів Хорватії, Угорщини і Трансильванії. 

## Біографія
Степан II Ласкович походив з династії Ласковичів, які відомі з 14 ст. як правителі й королі Хорватії, Угорщини, Трансильванії. Ім'я роду походить від особистого імені його засновника, якого звали Ладіслав (угор. László). 
Степан II був сином Степана I Ласковича, хорватсько-словенсько-далматинського бана (князя) 1350-1352 рр.
В різні роки був баном Хорватії і Далмації, Семигородським (Трансильванським) воєводою, Угорським палатином, князем Задара, володарем Меджимурським, Чаковця, Лендави (Словенія), Кестхей (Угорщина), жупаном угорських жупаній Зала, Веспрем, Гийор. 
Під час політичних міжусобиць, які почались в Угорсько-Хорватському королівстві після смерті короля Людовика I Анжуйського в 1382 році, Степан II Ласкович був прихильником короля Карла III Неапольського і виступив проти королеви Єлизавети Боснійської. Також був союзником боснійського короля Твртко I. Після вбивства Карла III примирився з королевою Єлизаветою і був призначений Палатином Угорським. 
Король Сигізмунд I Люксембург призначив його воєводою своєї армії в 1396 році, під час битви проти Османської імперії під Нікополем. Після поразки в битві й втечі короля Сигізмунда Степан II став головним противником короля й підтримав Ладислава Неапольського як нового короля Угорщини і Хорватії. 
Після року протистояння король Сигізмунд видав королівську письмову гарантію (salvum conductum) й скликав на мирні переговори, загальні збори хорватської аристократії. На Всехорватський Сабор, під головуванням короля, прибуло 200 представників хорватської, словенської, боснійської знаті. 
27 лютого 1397 року на цьому з'їзді, який увійшов в історію під назвою Кривавий Сабор в Крижевці, Степана ІІ Ласковича, його сина Андрія та близько 170 глав аристократичних родин було підступно вбито за наказом Сигізмунда.